# Encépagement
L'encépagement d'une parcelle plantée en vigne, d'une exploitation ou d'un vignoble, est le bilan des parts de plantation des différents cépages.

## En France
En France, c'est l'Institut national de l'origine et de la qualité (INAO) qui se charge de définir les conditions de l'encépagement.

### Encépagement défini par l'AOC
Selon le label d'appellation d'origine contrôlée (AOC), l'encépagement se divise en trois catégories qui doivent respecter certaines proportions de la superficie qui revendique l'appellation :
- les cépages principaux, avec une superficie supérieure à 50% de la superficie totale et parfois jusqu'à plus de 80%
- les cépages complémentaires, avec une superficie limitée à environ 40% de la superficie totale
- les cépages accessoires, avec une superficie limitée à environ 10% de la superficie totale

### Évolution en France
En 2013, 815 000 hectares de vignes plantées sont recensés dont 170 cépages noirs et 145 cépages blancs.
En 2020, 796 000 hectares de vignes plantées sont recensés, soit une diminution de 2,3% par rapport à 2013.

## Dans le monde
Selon l'organisation internationale de la vigne et du vin, l'encépagement mondial a beaucoup changé depuis les années 2000 à cause de l’arrachage de vignobles et des restructurations dû à l'évolution du goût des consommateurs pour certaines variétés de cépages.